# Zbojnická chata
Zbojnická chata (slovensky Zbojnícka chata, maďarsky Hosszú-tavi menedékház, polsky Schronisko Zbójnickie) je horská chata nad Velkou Studenou dolinou ve Vysokých Tatrách, na Slovensku. Nachází se v nadmořské výšce 1 960 metrů nad mořem.

## Historie
V roce 1907 postavila uherská lesní správa na místě dnešní Zbojnické chaty loveckou chatu, která byla o tři roky později dána do užívání turistům. V roce 1924 byla chata rozšířena a v letech 1984 až 1986 byla v rekonstrukčních pracích vystavěna v dnešním půdorysu. V červnu 1998 chata vyhořela a o rok později byla postavena znovu.
Poskytuje celoročně 16 lůžek na postelích ve společné noclehárně a další dvě desítky míst na matracích v patře pod střechou. V provozu je jednoduchá restaurace.
Zbojnická chata je částečně zásobovaná nosiči z Hrebienku.      

## Turistika
K chatě vede modrá turistická značka skrze celou Velkou Studenou dolinu od Tatranské Lomnice na Prielom. V zimě je sjízdná na lyžích. Před 2. světovou válkou po této trase vedl lyžařský sjezdový závod. Přechod k Téryho chatě přes Priečné sedlo umožňuje žlutě značená Ostravská stezka. 
Okolí chaty je považováno za nejlepší terén pro skialpinismus ve Vysokých Tatrách. Nejpopulárnější sjezdy vedou ze Svišťového štítu a ze sedla Malý Závrat (tzv. Generál).
Horolezectví je zde provozováno na všech výkonnostních úrovních v létě i v zimě.   